# The Love Story of Aliette Brunton
The Love Story of Aliette Brunton é um filme de romance mudo britânico de 1924, dirigido por Maurice Elvey e estrelado por Isobel Elsom, Henry Victor e James Carew. É baseado no romance homônimo de Gilbert Frankau.

## Elenco
- Isobel Elsom como Aliette Brunton
- Henry Victor como Ronald Cavendish
- James Carew como Hector Brunton
- Humberston Wright como Admiral Brunton
- Lewis Gilbert como William
- Minna Leslie como Maggie Peterson
- Adeline Hayden Coffin como Julia Cavendish